# یواس‌اس جورج پ اسکویرز (اس‌پی-۳۰۳)
یواس‌اس جورج پ اسکویرز (اس‌پی-۳۰۳) (به انگلیسی: USS George P. Squires (SP-303)) یک کشتی بود که طول آن ۱۴۲ فوت ۶ اینچ (۴۳٫۴۳ متر) بود. این کشتی  در سال ۱۹۰۰ ساخته شد.